# أب زالو السفلي نقارة خانة (كبغيان)
أب زالو السفلی نقارة خانة (بالفارسية: آب‌زالو سفلی نقاره‌خانه) هي قرية تقع في إيران في قسم كبغيان الريفي. يقدر عدد سكانها بـ 36 نسمة .